# Parco Moerenuma
Il parco Moerenuma (モエレ沼公園?, Moerenuma Kōen) è un parco cittadino nel quartiere Higashi-ku della città di Sapporo, in Giappone. Ha un parco giochi, campi sportivi e altri elementi disegnati dall'artista nippo-americano Isamu Noguchi. La costruzione iniziò nel 1989 e il parco venne ufficialmente aperto nel 2005. Nel 2002 ha vinto il Good Design Award.

## Storia
Prima della costruzione del parco Moerenuma, il luogo veniva utilizzato come terreno per la bonifica dei rifiuti dal 1979. La progettazione del parco iniziò nel 1982 come parte de Sapporo Circular Greenbelt Concept, un progetto urbanistico che mirava a sviluppare le aree urbane di Sapporo con spazi verdi e parchi. Il governo della città chiese all'artista nippo-americano Isamu Noguchi di progettare il parco.
La prima visita di Noguchi a Sapporo risale al marzo 1988, quando il luogo era ancora in parte utilizzato come terreno bonificato. Colpito dal paesaggio e dall'orizzonte settentrionale, Noguchi accettò l'offerta dal governo di Sapporo e realizzò il piano generale del parco, partendo dall'idea di "un parco considerato come una scultura completa". Il 30 dicembre dello stesso anno, tuttavia, subito dopo aver realizzato un modello in miniatura del parco pianificato, Isamu Noguchi morì di insufficienza cardiaca a New York City e la costruzione del parco iniziò nel 1989 sulla base del suo piano generale.

Nel 1990 l'impianto per il trattamento dei rifiuti venne definitivamente chiuso; fino a quel momento nell'impianto erano state portate 2736000 t di rifiuti.

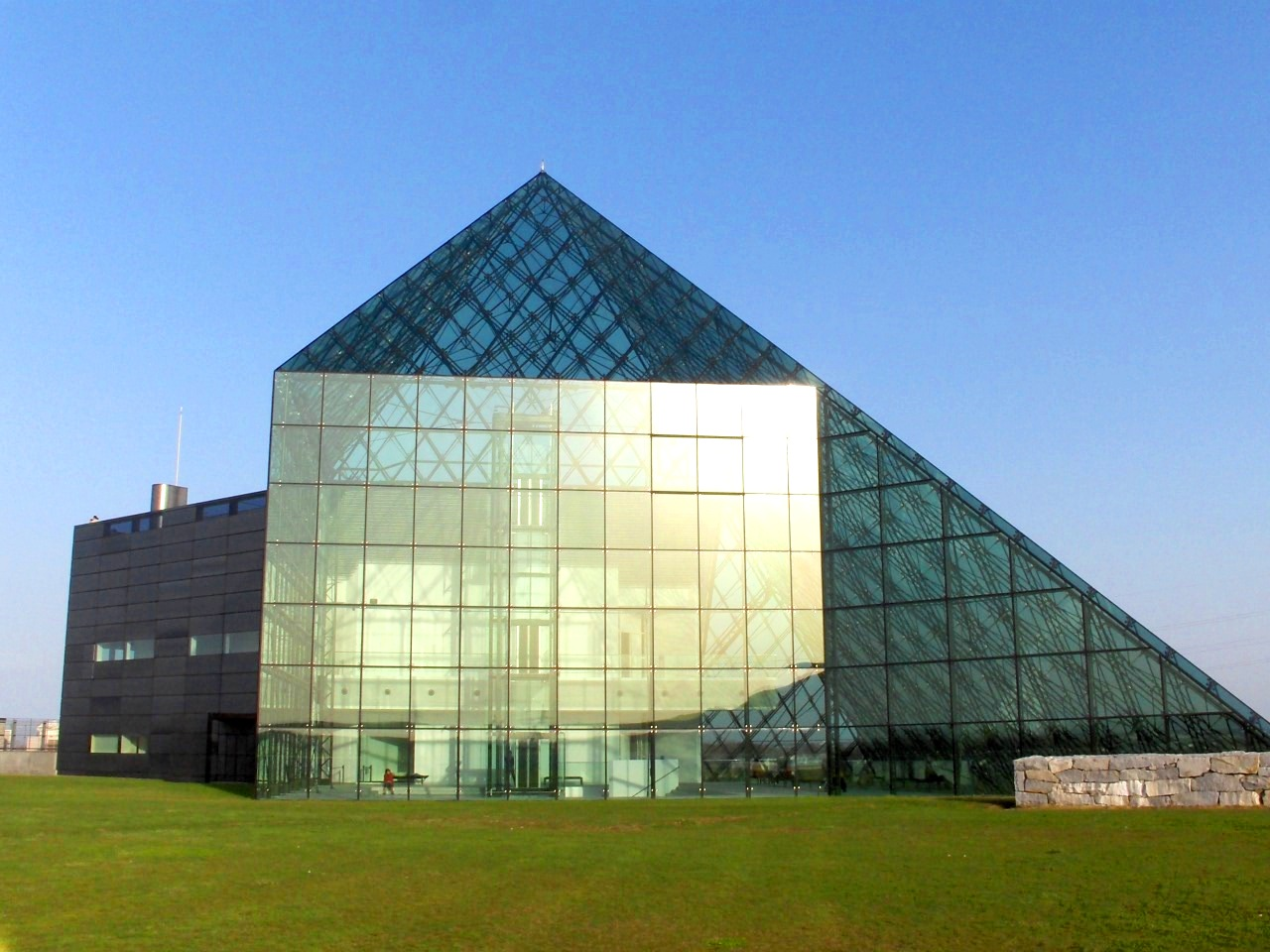
La piramide di vetro "Hidamari" del parco.

Il parco ha vinto il Good Design Award nel 2002, l'undicesimo Sapporo Urban Scenery Award nel 2003 e l'Hokkaidō Red Brick Architectural Award nel 2004. Il parco è stato parzialmente aperto durante la costruzione e il 1º luglio 2005 l'intera costruzione è stata completata, con circa un anno di ritardo sul piano originale, che prevedeva il termine dei lavori nel 2004.
Nel 2014 e nel 2017 nel parco si tenne il Festival d'arte internazionale di Sapporo.

## Caratteristiche

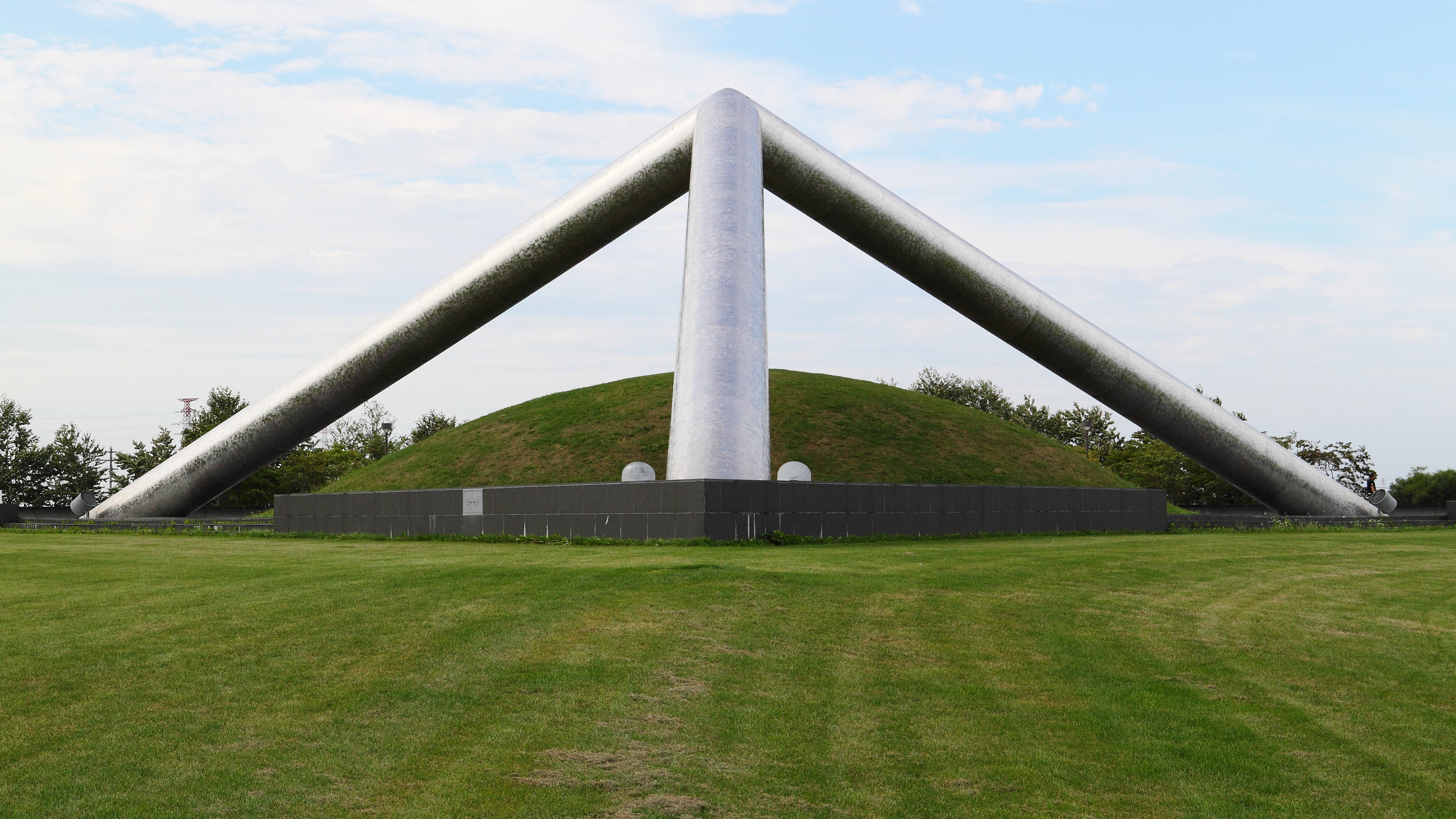
Il Tetra Mound del parco

Il nome "Moerenuma" (palude di Moere) deriva dalla parola "Moyre pet" in lingua Ainu, che significa "un fiume che scorre lentamente". La palude di Moere, che circonda l'intera area del parco e il cui nome ufficiale è Shinoro New River, pare sia stata creata a causa di inondazioni perpetue avvenute in antichità. Il Shinoro New River si collega al Kariki New River.
L'intera area del parco è di 1888000 m² compresa la palude di Moere, e la costruzione è costata circa 27 miliardi di yen. Il parco dispone di 120 attrezzature per parchi giochi, circa 3000 alberi di ciliegio. La costruzione fu supervisionata principalmente dalla Fondazione Isamu Noguchi e da George Sadao.

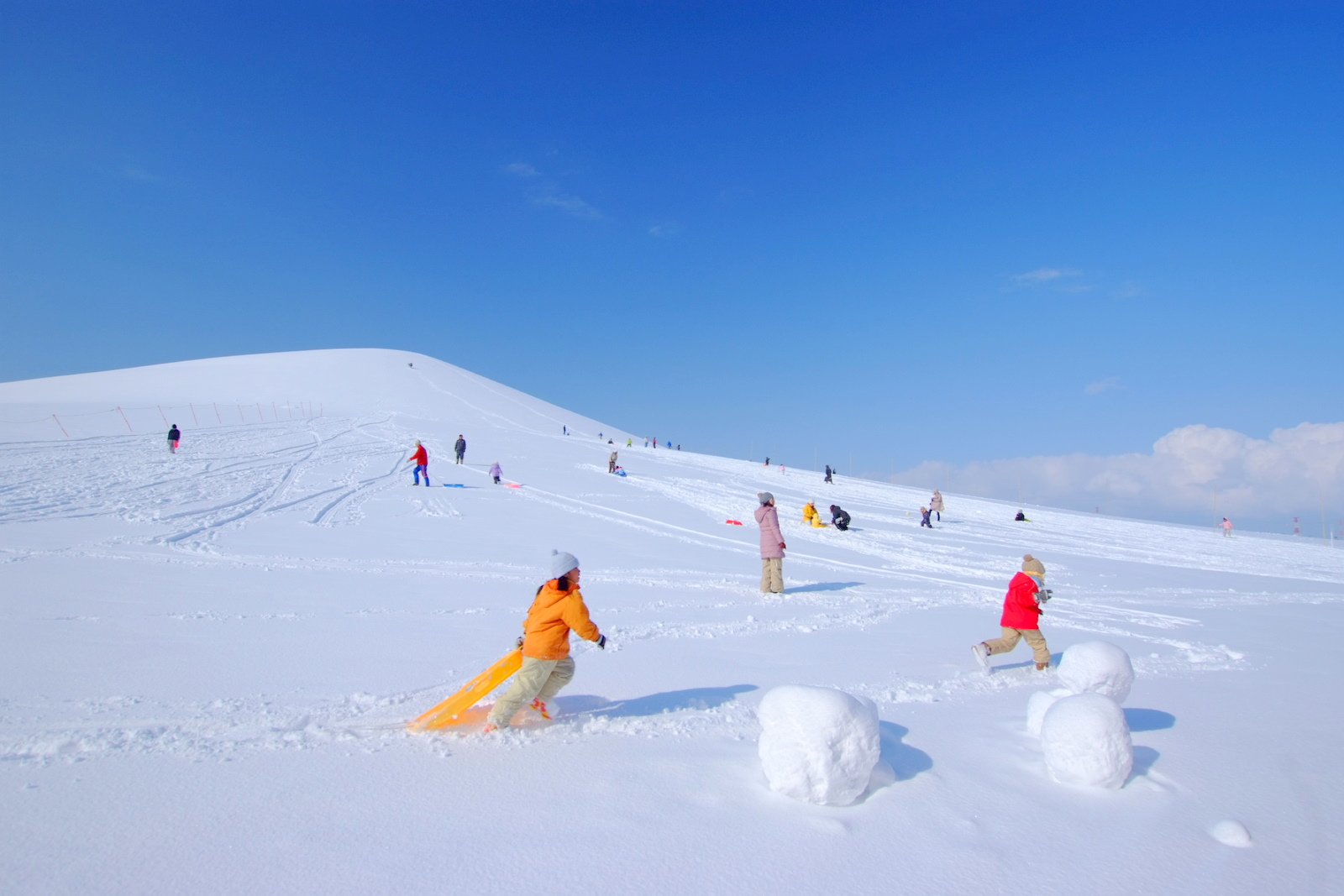
La Play Mountain in inverno

Il più grande simbolo del parco è una piramide di vetro, situata vicino all'ingresso orientale, chiamata "Hidamari", che in giapponese significa "luogo soleggiato". Il soprannome è stato dato nel 2002 e selezionato tra 2340 proposte. Con una superficie di 5328 m², la piramide ha tre piani e un tetto che si affaccia su gran parte del parco. L'ultimo piano ospita la galleria di Isamu Noguchi e il modello in miniatura del parco. Al piano terra, si trovano un piccolo negozio che vende gadget della galleria e un ristorante. La piramide ha un sistema di aria condizionata per rinfrescarsi all'interno in estate, utilizzando la neve immagazzinata in un edificio di stoccaggio vicino durante l'inverno. Hidamari è anche utilizzata per workshop ed eventi, tra cui la prestigiosa Conferenza internazionale su musica e percezione nel 2008, durante la quale si tenne un concerto di John Kaizen Neptune.
Il Tetra Mound, una delle creazioni di Isamu Noguchi formata da tubi in acciaio inossidabile disposti a formare i lati di un tetraedro, è posto nel lato occidentale.
Il Mount Moere, alto 62 metri, occupa gran parte del parco e consente ai visitatori di vedere tutto il parco e la parte settentrionale della città di Sapporo. Altre attrezzature da gioco si trovano vicino alla foresta dei ciliegi e alla spiaggia di Moere, uno stagno poco profondo aperto durante l'estate.

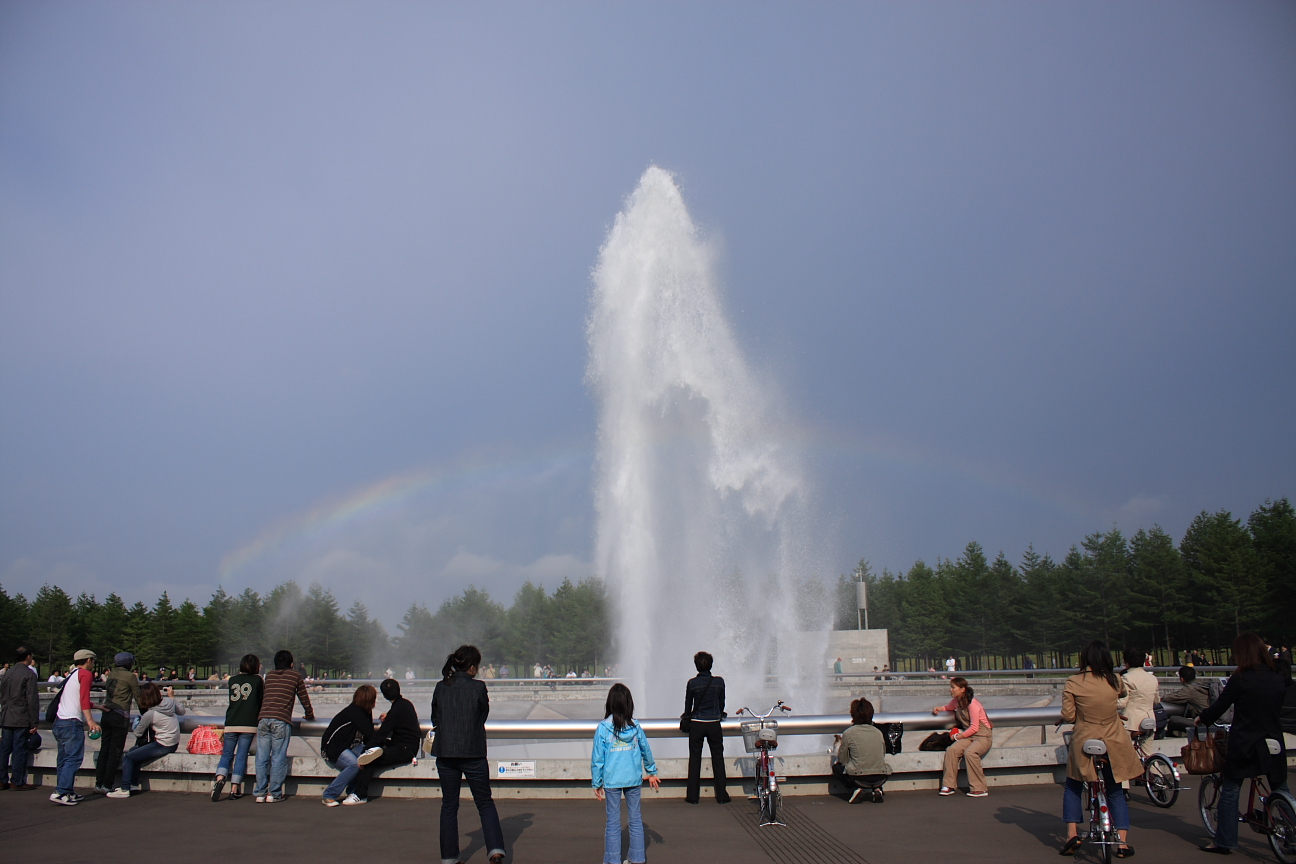
Il getto della Sea Fountain

Un canale di 150 metri, l'Aqua Plaza, si trova al centro del parco e, vicino al canale, è stata posta la Sea Fountain, una fontana con getti che raggiungono i 25 metri di altezza, creata da Noguchi ispirandosi a una simile fontana presente al Bayfront Park di Miami. La Music Shell, un monumento largo circa 15 metri formato da due strutture che rappresentano due conchiglie che "nascono" dal terreno, viene utilizzato come luogo di aggregazione durante gli spettacoli musicali nel parco.
Il parco contiene campi sportivi, tra cui un campo da tennis, un campo da baseball e un campo di atletica. In inverno, poiché alcune strutture sono chiuse; le persone possono invece praticare lo sci di fondo nel parco, con percorsi che consentono ai visitatori di vedere gli oggetti nel parco mentre sciano.

## Premi
- Ottavo AACA Awards[6]
- Good Design Award 2002[7]
- Undicesimo Sapporo City Cityscape Award[8]
- 29º Hokkaido Architecture Award – Premio speciale della giuria per il progetto della piramide di vetro[9]
- Red Brick Architecture Award 2004[10]
- Gran Premio Civil Engineering Society Design Award 2007[11]
- Japan Creation Award 2007 – Environmental Art Award[12]
- Premio Asia Cityscape 2010[13]